# Nya Centralbryggeriet

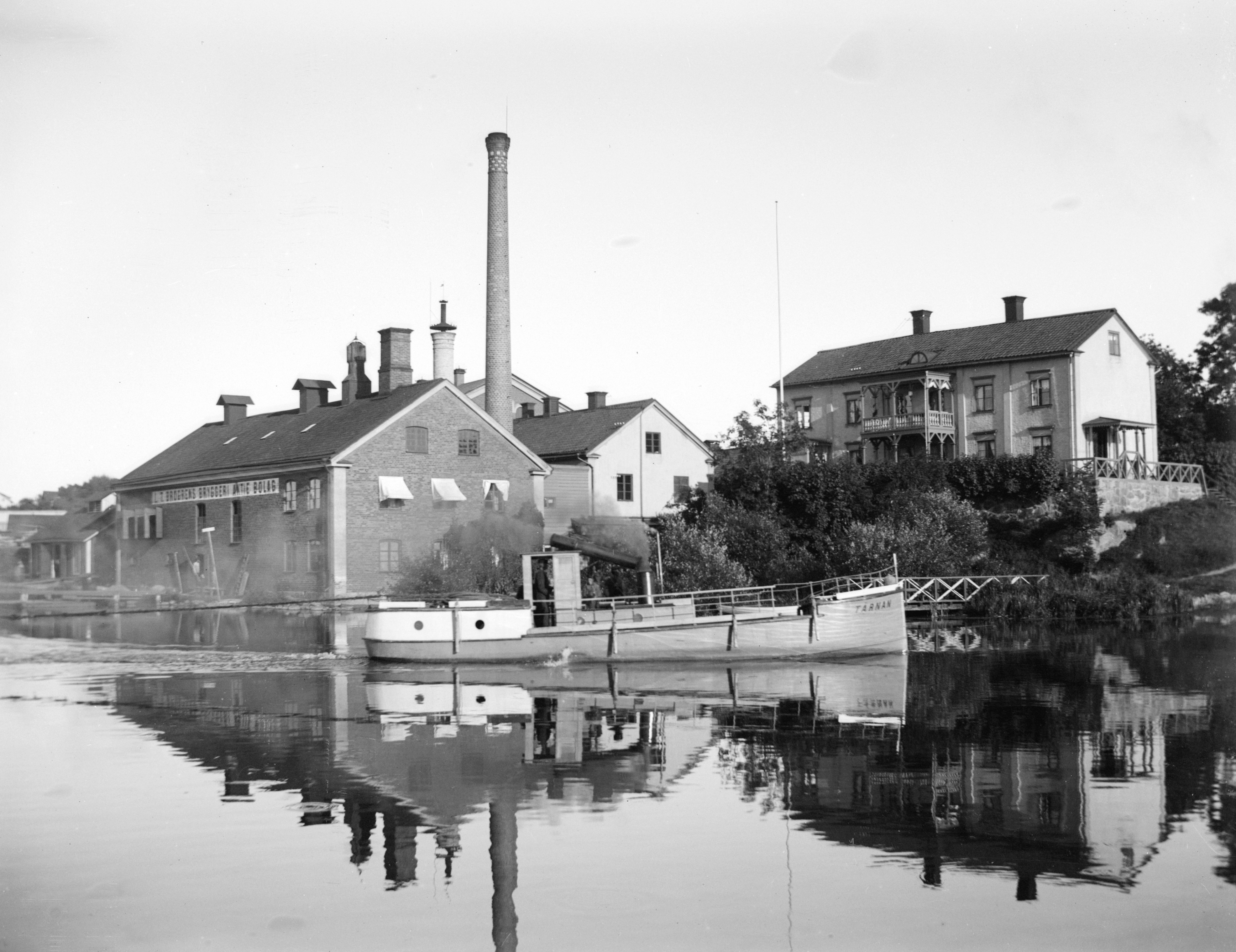
L.T. Brogrens Bryggeri vid Stångån, med ångbåten Tärnan med sin skorsten fälld för passage uppströms.

AB Nya Centralbryggeriet var ett svenskt bryggeriföretag i Linköping, som bildades 1920 genom sammanlagning av en mängd mindre och medelstora bryggerier i Falerum, Hultsfred, Högsby, Kisa, Linköping (L.T. Brogrens Bryggeri), Mariannelund, Maspelösa, Mjölby, Motala, Oskarshamn (Oskarshamns Bryggeri), Vadstena och Vimmerby. Det sistnämnda, Vimmerby Bryggeri, var huvudbryggeriet.
Delar av bryggerierna lades efter hand ner, och flera av dem köptes 1954 upp av Stockholms Bryggerier och gick därmed upp i Pripps tio år senare. 
Centralbryggeriets bryggeri i Linköping, L.T. Brogrens Bryggeri, lades ner 1971.